# نادي بارانكويلا
نادي بارانكويلا (بالإسبانية: Barranquilla Fútbol Club)‏ هو نادي كرة قدم كولومبي محترف يقع مقره في بارانكيا، كولومبيا.